# Corylus
Corylus é um género botânico pertencente à família Betulaceae. Também conhecida como Avelã.

## Espécies
- Corylus americana
- Corylus avellana
- Corylus chinensis
- Corylus colurna
- Corylus cornuta
- Corylus ferox
- Corylus heterophylla
- Corylus jacquemontii
- Corylus maxima
- Corylus sieboldiana
- Corylus tibetica

## Classificação do gênero
| Sistema | Classificação                     | Referência               |
| ------- | --------------------------------- | ------------------------ |
| Linné   | Classe Monoecia, ordem Polyandria | Species plantarum (1753) |